# Florence Griffith-Joyner
Florence Delorez Griffith-Joyner (Los Angeles, 21 dicembre 1959 – Mission Viejo, 21 settembre 1998) è stata una velocista statunitense, vincitrice di cinque medaglie olimpiche.
In carriera è stata campionessa olimpica dei 100 metri piani, dei 200 metri piani e della staffetta 4×100 metri ai Giochi di Seul 1988, nonché medaglia d'argento nei 200 metri piani ai Giochi di Los Angeles 1984 e ai Mondiali di Roma 1987. È inoltre l'attuale detentrice dei record mondiali femminili dei 100 e 200 metri piani, rispettivamente con 10"49 e 21"34.

## Biografia

### Carriera sportiva
"Flo-Jo", come era soprannominata Florence Griffith-Joyner, nacque a Los Angeles, in California, da una famiglia di umili origini. Nonostante le qualità atletiche fu costretta a lasciare gli studi, dovendo lavorare per poter mantenere sé stessa e la famiglia.
La vita di Florence cambiò in seguito all'incontro con Bob Kersee, il quale, rendendosi conto di aver tra le mani un talento di livello mondiale, la indirizzò presso l'Università della California, cosa che le permise di sviluppare le proprie potenzialità atletiche, vincendo i Campionati universitari dei 100 e 200 m piani.
Nel 1984 ai Giochi olimpici di Los Angeles fu argento nei 200 metri piani, dietro la connazionale Valerie Brisco-Hooks. Terminate le Olimpiadi si allontanò temporaneamente dalle competizioni, e alcuni credettero si fosse ritirata.
Rientrò ai Campionati del mondo disputatisi a Roma nel 1987, dove fu oro nella staffetta 4×100 m e argento nei 200 m dietro alla tedesca orientale Silke Möller. Nello stesso anno sposò il triplista Al Joyner, fratello dell'eptatleta Jackie.
Il 1988 la consacrò. Dopo aver dominato i trials statunitensi, durante i quali stabilì il primato mondiale dei 100 metri in 10"49 (il precedente 10"76 era detenuto dalla connazionale e rivale Evelyn Ashford), ai Giochi olimpici di Seul conquistò tre ori nei 100, 200 e nella staffetta 4×100 m, oltre a un argento nella 4×400 m, in una gara accesa dove le statunitensi si arresero alle sovietiche di soli 34 centesimi; la gara fu ricordata come la più veloce della disciplina, con le staffettiste sovietiche primatiste mondiali e le statunitensi col secondo miglior tempo.
Nelle stesse Olimpiadi, in semifinale, ottenne anche il nuovo primato mondiale dei 200 metri col tempo di 21"56, migliorato in finale a 21"34. Chiuse con quattro ori e tre argenti fra Campionati mondiali e Olimpiadi.
Poco dopo la conclusione dei Giochi annunciò il suo ritiro, pur avendo solo 29 anni. Entrò quindi nel mondo pubblicitario e della moda. Quando era ancora in attività, era già nota anche per il suo stile poco conformista: durante le gare aveva spesso le unghie delle mani molto lunghe e sempre laccate con smalti alquanto vistosi, e indossava completi estrosi e originali.

### La morte prematura
Flo-Jo morì a 38 anni a Mission Viejo, in California, soffocata durante una crisi epilettica che la colse nel sonno.
La morte improvvisa e gli incredibili risultati sportivi ottenuti alimentarono negli anni a seguire voci circa sue assunzioni di steroidi anabolizzanti, mai confermate dai test da lei effettuati durante le gare a cui  partecipò. 
Alcune testimonianze successive fecero supporre che la Griffith avesse assunto l'ormone GH proveniente da una partita infetta. Dopo la morte, Griffith-Joyner non fu sottoposta a verifica circa l'uso di steroidi, e non fu possibile effettuare un'indagine accurata. La causa più probabile dell'attacco epilettico mortale parve invece essere un angioma cavernoso congenito, che è trattato con steroidi.
Lasciò una figlia, Mary Ruth, nata nel 1990.

## Record mondiali e nazionali
In carriera, Florence Griffith-Joyner ha stabilito vari record mondiali tra cui i due, tuttora imbattuti, nei 100 e nei 200 m piani.
Seniores
- 100 metri piani: 10"49 (0,0 m/s) ( Indianapolis, 16 luglio 1988)
- 200 metri piani: 21"34 (+1,3 m/s) ( Seul, 29 settembre 1988)

## Palmarès
| Anno | Manifestazione  | Sede        | Evento      | Risultato | Prestazione | Note                          |
| ---- | --------------- | ----------- | ----------- | --------- | ----------- | ----------------------------- |
| 1983 | Mondiali        | Helsinki    | 200 m piani | 4ª        | 22"46       |                               |
| 1984 | Giochi olimpici | Los Angeles | 200 m piani | Argento   | 22"04       |                               |
| 1987 | Mondiali        | Roma        | 200 m piani | Argento   | 21"96       | Miglior prestazione personale |
| 1987 | Mondiali        | Roma        | 4×100 m     | Oro       | 41"58       | Record dei campionati         |
| 1988 | Giochi olimpici | Seul        | 100 m piani | Oro       | 10"54       |                               |
| 1988 | Giochi olimpici | Seul        | 200 m piani | Oro       | 21"34       | Record mondiale               |
| 1988 | Giochi olimpici | Seul        | 4×100 m     | Oro       | 41"98       |                               |
| 1988 | Giochi olimpici | Seul        | 4×400 m     | Argento   | 3'15"51     |                               |

## Riconoscimenti
- Atleta mondiale dell'anno (1988)